# ハッカチョウ

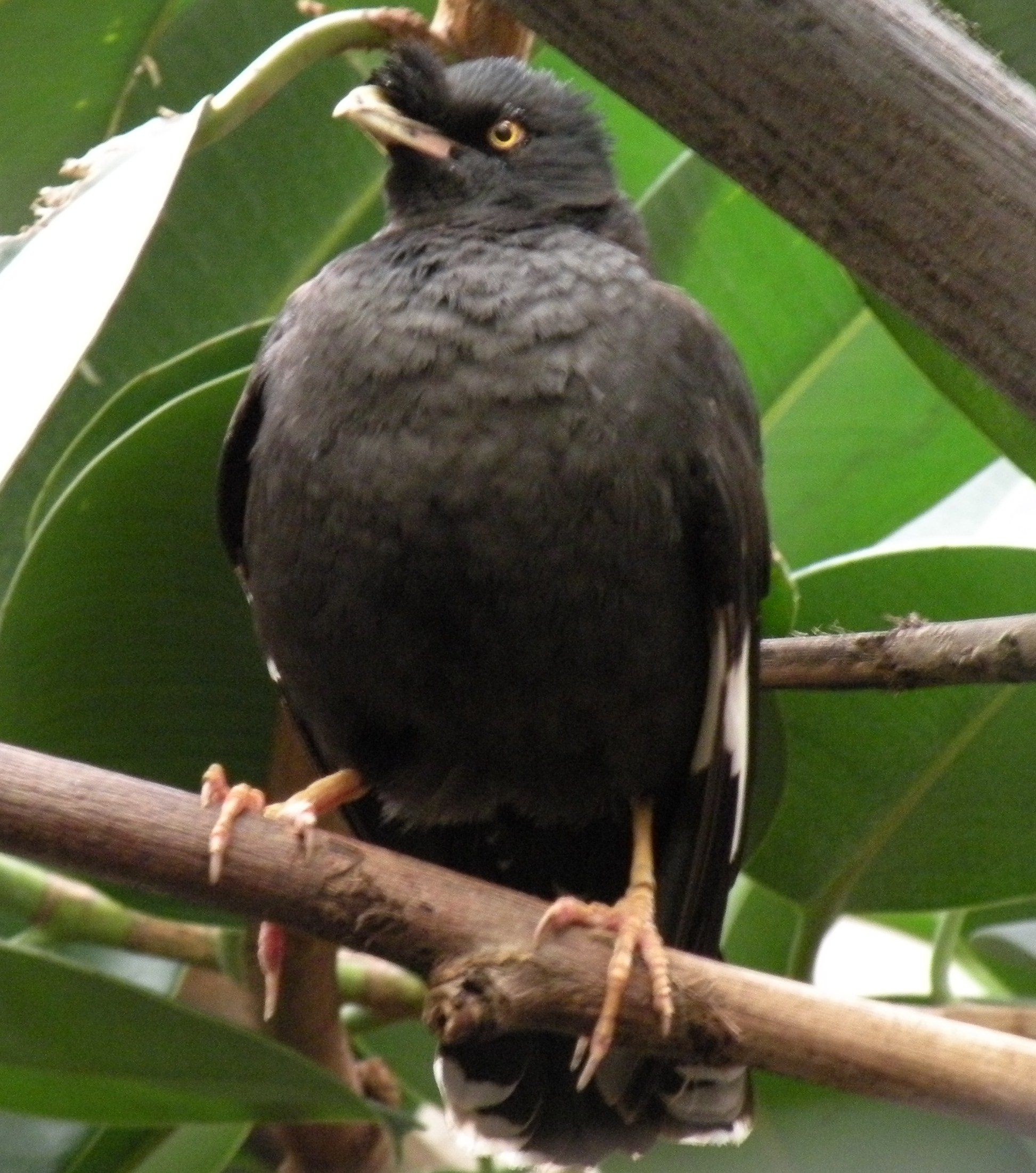
ハッカチョウ

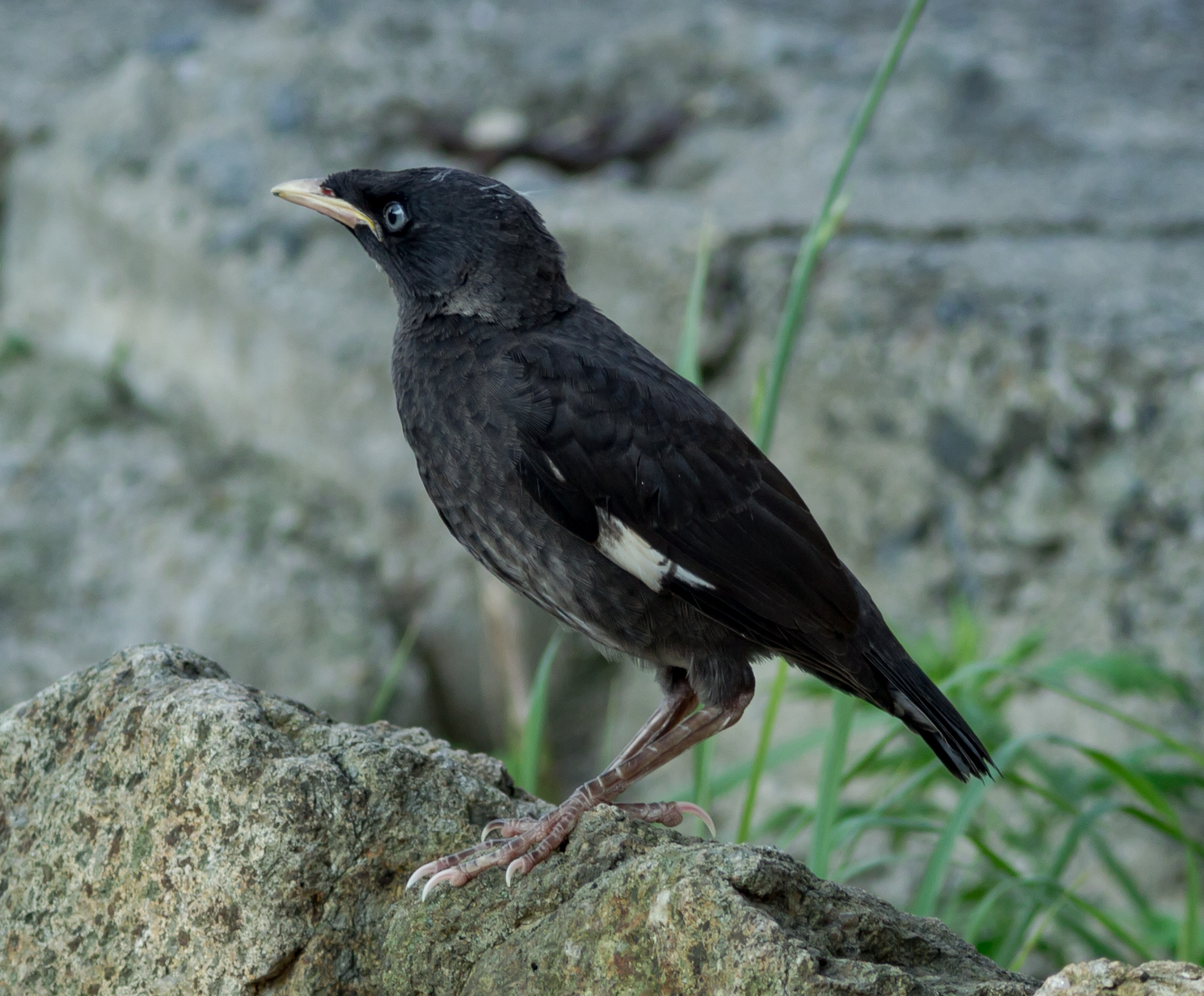
若鳥

ハッカチョウ（八哥鳥、学名: Acridotheres cristatellus）は、ムクドリ科のうちハッカチョウ属 Acridotheres に分類される鳥類の1種。

## 生物的特徴

### 分布
原産地は、中国大陸南部、および、インドシナ半島。国別で言えば、中華人民共和国中部地域および南部地域、台湾、ベトナム、ラオス、ミャンマーに分布する。
日本では江戸時代から輸入された外来種である。
観察された地域は、東京，神奈川，大阪，兵庫，福島，栃木，愛知，大阪，京都，和歌山，香川，鹿児島，先島。神奈川、兵庫などでは繁殖の記録もある。
なお、沖縄県与那国島・鹿児島県など南日本での観察記録は、台湾などから飛来した迷鳥（すなわち自然渡来）の可能性もある。
カナダでは、移入されたものが外来種として繁殖し、問題となっている。

### 形態・生態
全長は約26- 27cm。ムクドリ大である。
全身の色は黒い。翼には大きな白い斑点があり、飛翔する際によく目立つ。下尾筒（かびとう）の羽縁と尾羽の先端が白い。突き出した冠羽が頭部前方を飾っているのが特徴的である。嘴（くちばし）の色は橙色、肢は暗黄色。この翼の斑点と、頭部の飾り羽によって識別は容易。
食性は雑食で、植物の種子等のほか、タニシなど陸棲貝類、ケラなど地中棲の昆虫、甲虫類とその幼虫、イナゴ等のバッタ類である。ムクドリと同様の群れを作る例もある。
鳴き声は、澄んだ声でさまざまな音をだす。ものまねもする習性がある。
人によく懐き、飼い鳥とされる。人語などを真似るということでも親しまれている。
マレーシアやシンガポールなどの都市部ではハトやすずめ以上に街中でよく見かける鳥であり、ホーカーセンター（東南アジアの屋台街）での食事中でも人をまったく怖がる様子もなく、近づいてきては食べ残しを漁っている。

### 分類
- ITIS（統合分類学情報システム）データベース
  - ハッカチョウ Acridotheres cristatellus (Linnaeus, 1758)　※外部リンク
    - cf. 模式亜種 Acridotheres cristatellus cristatellus (Linnaeus, 1758)　※外部リンク

#### 下位分類
下位分類は 3亜種が知られている。和名などは未確認。
- Acridotheres cristatellus brevipennis　Hartert, 1910
- Acridotheres cristatellus cristatellus　(Linnaeus, 1758) - 基亜種。
- Acridotheres cristatellus formosanus　(Hartert, 1912)

## 八哥鳥と文化
中国では、人によく懐き、人語を真似るということで親しまれている。花鳥図などの題材にもされる。また、羽毛と内臓を取り除いた八哥鳥は漢方薬として利用される。
日本では八哥鳥を飼うとする習慣は、江戸時代に広まった。
江戸初期において古九谷の陶工は八哥鳥の図柄を磁器に焼き付け、絵師・伊藤若冲はその手になる『鹿苑寺大書院障壁画』の1枚に八哥鳥を描いている（「芭蕉叭々鳥図」★外部リンクで画像閲覧可能：鹿苑寺大書院 芭蕉叭々鳥図襖絵 - 相国寺（公式ウェブサイト）。京都・鹿苑寺所蔵、承天閣美術館保管）。

## 異名と外国名

### 日本語名
標準和名は「ハッカチョウ」、その漢字表記は「八哥鳥」（cf. 八哥鳥）。異称に、「叭叭鳥（あるいは、叭々鳥）」および「哥哥鳥」とそれらの読み「ハハチョウ」、「鸜鵒［鵒=鹆の正字体］」および「鴝鵒［鵒=前例に同じ］」とそれらの読み「クヨク」、「小九官鳥」とその読み「ショウキュウカンチョウ」がある。

### 中国語名
主要原産地の一つである中国（現・中華人民共和国等）では、八哥の仲間（八哥属）の代表的一種としてのその名「八哥」のほかにも、「瞭哥（簡体字［以下同様］：了哥）」「鸜鵒［鵒=鹆の繁字体］（鸜鹆）」「寒皋」「鴝鵒［鵒=前例に同じ］（鸲鹆）」「駕鴒（驾鸰）」「鳳頭八哥（凤头八哥）」「中國鳳頭八哥（中国凤头八哥）」、および、台湾亜種に固有の「加令」に、古称の「秦吉瞭（秦吉了）」といった、数多くの名で呼ばれている。

### その他の言語名
英語名 crested myna の語義は「crest （意：鶏冠などの頭飾り。ここでは、冠羽）」の myna （すなわち、ムクドリの仲間［ムクドリ科、en:Myna］）」、「冠羽を具えた椋鳥」である。